# Nicolae Cambrea
Nicolae Cambrea, romunski general, * 1900, † 1976.